# Eisenbahnunfall von Nozaki
Bei dem Eisenbahnunfall von Nozaki (jap. 箒川鉄橋列車転落事故, Hōki-gawa tekkyō ressha tenraku jiko, dt. „Zugabsturz von der Eisenbrücke über den Fluss Hōki“) stürzte am 7. Oktober 1899 in Japan ein Zug zwischen den Bahnhöfen Yaita (矢板駅), Streckenkilometer 138,4, und Nozaki (野崎駅), Streckenkilometer 143,2, auf dem Gebiet der Gemeinde Ōtawara, Präfektur Tochigi, in den Fluss Hōki (箒川). Der Eisenbahnunfall, bei dem 20 Menschen starben, gilt als schwerstes Eisenbahnunglück der Meiji-Zeit.

## Ausgangslage
Anfänglich war die Tōhoku-Hauptstrecke eine Privatbahn, die von der privaten Eisenbahngesellschaft Nippon Tetsudō betrieben wurde. Die Strecke von Ueno bis Ōmiya wurde am 28. Juli 1883 eröffnet und in der Folge nach Norden hin ausgebaut, sodass 1886 auch die Abschnitte bis Utsunomiya und Nasu eröffnet werden konnten. Die gesamte Hauptstrecke war mit der Eröffnung des Bahnhofs in Aomori am 1. September 1891 fertiggestellt.

## Unfallhergang

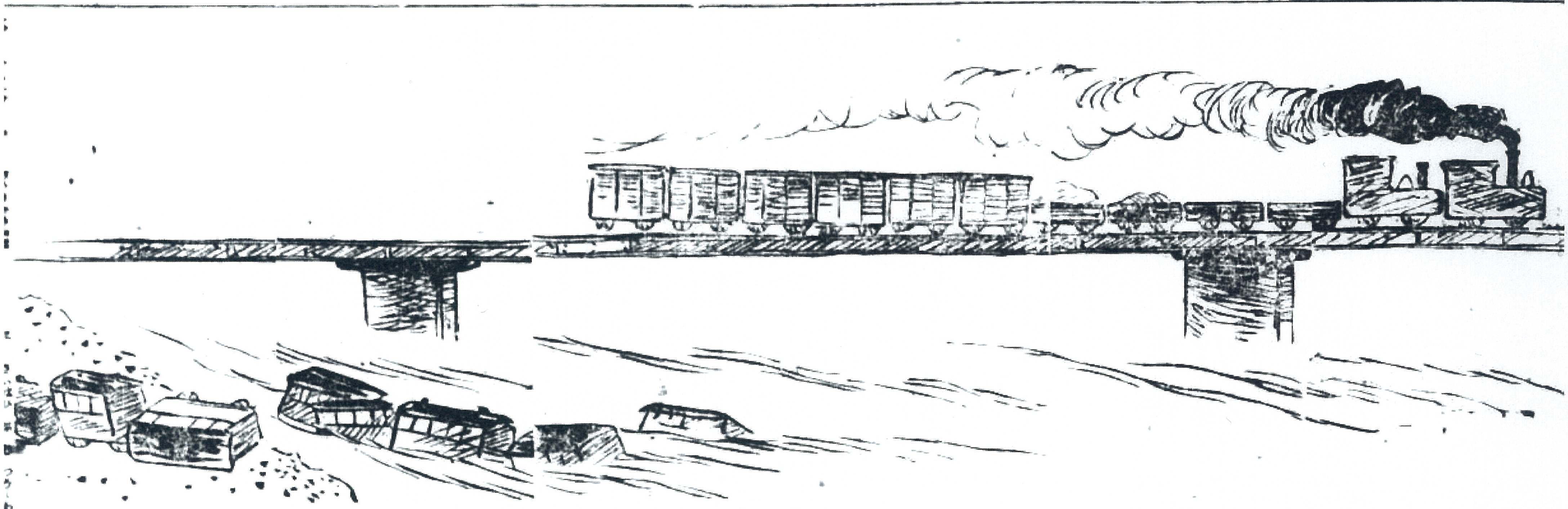
Illustration des Unfallhergangs in der Mainichi Shimbun vom 9. Oktober 1899

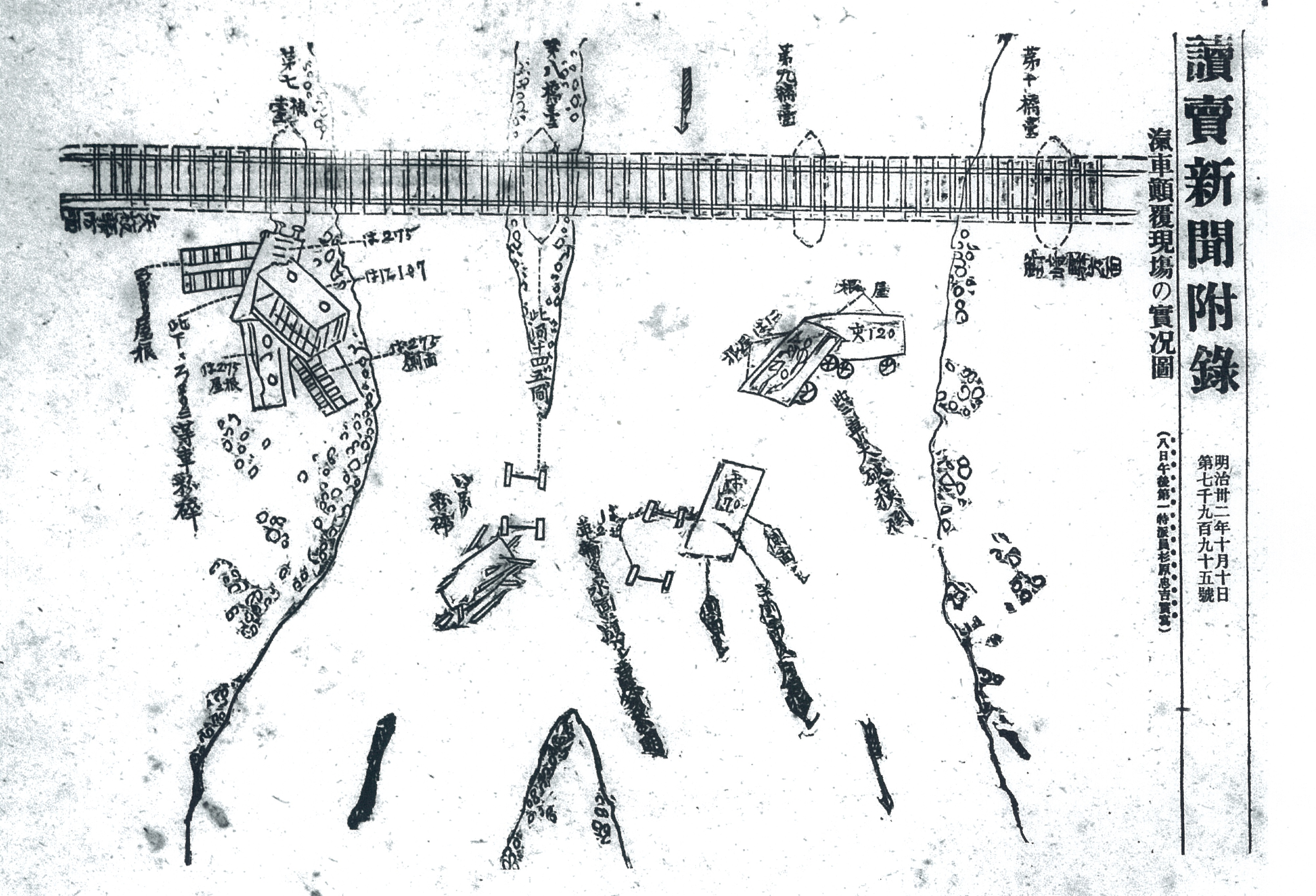
Illustration des Unfallhergangs in der Yomiuri Shimbun vom 10. Oktober 1899; Legende: Absturzstelle links oben im Bild: (am Gleis nach links Richtung Yaita) – Unterteil von Personenwagen Nr. 275, Gepäckwagen Nr. 107, Dach von Personenwagen Nr. 275; rechts oben im Bild: zweiter Pfeiler von rechts = Pfeiler Nr. 9, dort Bremswagen Nr. 120; Fließrichtung des Hōki im Bild von oben nach unten.

Am Morgen des Unfalltages bildete sich ein Taifun, der sich auf die japanische Hauptinsel Honshū zubewegte. Um 11 Uhr verließ Zug 345 den Bahnhof Ueno in Richtung Fukushima. Er passierte den aus der Gegenrichtung kommenden und vom Taifun nicht betroffenen Zug und erreichte Utsunomiya mit 50 Minuten Verspätung. Da zu diesem Zeitpunkt in Utsunomiya die vorhergesagte Windgeschwindigkeit nur neun Meter pro Sekunde (Windstärke 5 auf der Beaufortskala) betrug, fuhr der Zug weiter. Nach Aussage des Schaffners verließ er den Bahnhof Yaita gegen 16:40 Uhr und fuhr auf die Eisenbrücke über den Fluss Hōki zwischen Yaita und Nozaki zu.
Es handelte sich bei Zug 345 um einen gemischten Zug aus zwei Lokomotiven, sieben Personen- und 11 Güterwagen. Als er gegen 17 Uhr die Brücke querte, traf ihn von links ein heftiger Windstoß aus Nordwest, sodass acht Wagen zur Seite kippten und von der Brücke in den Fluss stürzten. Durch den Taifun war sein Wasserstand um einen Meter erhöht. Obgleich der Lokomotivführer sogleich bremste, kam der Rest des Zuges erst 140 m weiter zum Stehen.
Folgende Wagen stürzten in den Fluss:
- Gepäckwagen Nr. 120 – stürzte am neunten Brückenpfeiler in den Fluss und wurde schwer beschädigt
- gewöhnlicher Bremswagen Nr. 28 – wurde ebenfalls schwer beschädigt
- Personenwagen der dritten Klasse Nr. 179 – das Dach wurde abgerissen und der verbleibende Aufbau wurde nach dem Absturz im Flussbett verschüttet
- Personenwagen der dritten Klasse Nr. 249 – stürzte am achten Brückenpfeiler in den Fluss, wurde bis auf das Dach nahezu vollständig zerstört und trieb noch 27 m flussabwärts
- Personenwagen der ersten Klasse Nr. 3 – stürzte zwischen dem siebten und achten Brückenpfeiler in den Fluss, wurde bis auf das Dach nahezu vollständig zerstört und trieb noch 18 m flussabwärts
- Personenwagen der zweiten Klasse Nr. 17 – zerschellte auf einer Sandbank bei Brückenpfeiler sieben
- Personenwagen der dritten Klasse Nr. 275 – stürzte kurz vor Brückenpfeiler sieben in den Fluss und wurde schwer beschädigt
- gewöhnlicher Brems- und Gepäckwagen Nr. 107 – stürzte auf Personenwagen Nr. 275 und wurde schwer beschädigt.

20 Menschen starben, 45 weitere wurden verletzt.

## Folgen

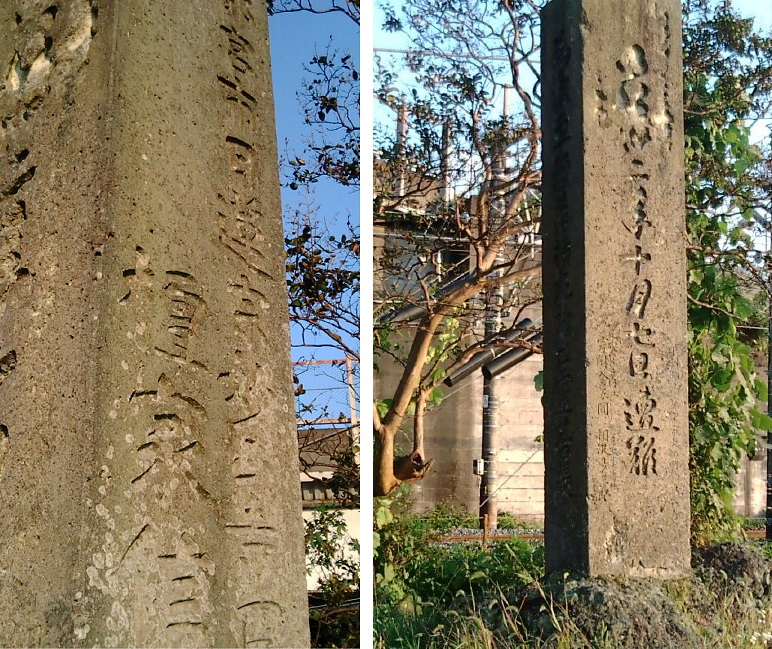
Am 7. Oktober 1900, ein Jahr nach dem Unglück, von der buddhistischen Nichiren Gemeinde in Utsunomiya am Bahngleis aufgestellte, drei Meter hohe Steinstele zur Erinnerung an das Zugunglück

Bei einer Sitzung am 16. Oktober beschloss die Geschäftsführung der Nippon Tetsudō, den hinterbliebenen Angehörigen von Personen, die beim Zugunglück getötet wurden 500 Yen, den Angehörigen Verletzter bis zu 300 Yen zu zahlen. So wurden etwa Tashiro Zenkichi, der beim Zugunglück schwer verletzt worden und nach 40 Tagen aus dem Krankenhaus in Utsunomiya entlassen worden war, im Namen des Vorsitzenden Soga Sukenori und der Eisenbahnangestellten insgesamt 105 Yen, 70 + 35 Yen, Entschädigung zugesprochen.
Unter den Angehörigen der Opfer befand sich der Millionär und Abgeordnete Kanno Zen’uemon aus Fukushima, der durch das Unglück seinen 25-jährigen Sohn verlor. Er klagte vor Gericht gegen die Eisenbahngesellschaft mit den zwei Hauptargumenten, dass bei solchem Wetter und aufgrund von Konstruktionsmängeln an der Eisenbahnbrücke der Eisenbahnverkehr hätte eingestellt werden müssen. Kanno wurde daraufhin zunächst vor dem Shūgiin befragt. Der schriftliche Bericht dieser Befragung wurde am 8. Januar des darauf folgenden Jahres vom Minister für Kommunikation und Transport Akimasa Yoshikawa an Kenkichi Kataoka (1844–1903), den Vorsitzenden des Unterhauses übergeben und in einer Plenarsitzung diskutiert. Mit den Ergebnissen dieser Diskussion wandte Kanno sich an das Bezirksgericht in Tokyo (東京地方裁判所) und forderte in einem Zivilprozess ein Schmerzensgeld in Höhe von 30.000 Yen. Das Gericht folgte am 7. Juli Kannos Eingabe und verurteilte die Nippon Tetsudō zur Zahlung des Schmerzensgeldes. In der Urteilsverkündung sah das Gericht eine Nachlässigkeit der Bahnhofsvorsteher als erwiesen an. Zudem empfahl es, bei Unwetter die Geschwindigkeit von Zügen zu vermindern.
Am 14. September ging die Nippon Tetsudō in Tokyo gegen das Urteil in Berufung. Bis zum Urteil im Berufungsverfahren vergingen vier Jahre. In dieser Zeit schlossen sich letztendlich 36 weitere Angehörige dem Prozess an. Am 10. Dezember 1904 entschied das Berufungsgericht im genau gegenteiligen Sinne für die Nippon Tetsudō. Eine erneute Revision vor dem Berufungsgericht wurde am 28. Februar 1906 letztgültig abgelehnt, wodurch Kanno den Prozess verlor und die Kosten zu tragen hatte. Kanno erreichte am Ende einen außergerichtlichen Vergleich mit der Nippon Tetsudō, doch sind die Details dazu nicht bekannt.
Kurze Zeit später trat am 31. März 1906 das Eisenbahnverstaatlichungsgesetz in Kraft. Die Nippon Tetsudō und die Gan’etsu Tetsudō (岩越鉄道) gingen in den Besitz des Staates über.